# لوون (جزیره)
لوون (سوئدی: Lovön) جزیره‌ای در دریاچه ملارن، بخش ایکرا، شهرستان استکهلم در سوئد است. این جزیره، بخش اداری خود بود تا سال ۱۹۵۲ که به بخش ایکرا ملحق شد. بزرگ‌ترین جاذبه لوون، کاخ دروتنینگهلم و باغ‌های عمومی آن است که در سال ۱۵۸۰ روی جزیره ساخته شد.